# Роте Эрде (стадион)
Стадион Роте Эрдe (нем. Stadion Rote Erde) — футбольный и легкоатлетический стадион вместимостью 25 000 человек (3 000 сидячих мест) в Дортмунде, (Северный Рейн-Вестфалия). Он служит домашней ареной для второй и женской команд дортмундской «Боруссии», а также ряда атлетических клубов. Стадион был построен в 1924—1926 годах и стоил 1,8 миллиона немецких марок. Он был открыт в 1926 году матчем между городской командой Дортмунда и «Вакером» из Мюнхена (1:11).

## История

### Ранняя история (1921—1937)
4 сентября 1927 года на стадионе и в соседнем выставочном центре Westfalenhallen прошёл католический фестиваль «Католикентаг». Он был организован папским нунцием в Германии Эудженио Пачелли, который впоследствии стал папой Пием XII.
В первое десятилетие своей истории стадион в основном использовался для проведения спортивных мероприятий. Первый официальный футбольный матч на нём состоялся в 1929 году: четвертьфинальный матч немецкого футбольного чемпионата 1929 года между «Шальке 04» и «Гертой», закончившийся победой берлинцев со счётом 4:1.

### Домашний стадион дортмундской «Боруссии» (с 1937 по 1974)
Из-за бурного роста немецкой военного промышленности сталелитейная и горнодобывающая компания Hoesch AG была вынуждена расширить своё производство в Дортмунде. «Боруссия» была вынуждена оставить свой стадион Вайсе Визе и перебраться на Роте Эре в 1937 году. Во время Второй мировой войны стадион был сильно повреждён и после её окончания был реконструирован.
С 1947 по 1967 год дортмундская «Боруссия» была одним из самых успешных клубов в Западной Германии, и стадион не мог вместить всех желающих посещать матчи. В 1961 году планировалось расширить стадион или построить новый на месте Роте Эрде. Но из-за экономического кризиса эти планы так и не были реализованы.
В 1962 году стадион был расширен за счёт временных деревянных трибун, что позволило увеличить его вместимость до 42 000 человек. В 1971 году муниципалитет Дортмунда согласился построить новый стадион прямо к западу от Роте Эрде. После завершения строительства Вестфаленштадиона в 1974 году «Боруссия» начала использовать его в качестве своей домашней арены.
Деревянная конструкция трибуны и крыша стадиона Роте Эрде были перевезены в Ганновер после открытия Вестфаленштадиона. Крыша была установлена на стадионе Рудольф-Кальвайт клуба «Арминия» из Ганновера, а трибуна — на стадионе Остштадт-Штадион команды «ОСВ Ганновер». Последняя серьёзно пострадала в результате пожара в марте 2010 года.
На стадионе Роте Эре прошло два международных матча за всю его историю:
- 8 мая 1935 года:  Германия 3:1  Ирландия
- 8 апреля 1967 года:  Западная Германия 6:0  Албания (отборочный турнир чемпионата Европы 1968)

В 1950-х годах на стадионе Роте Эрде также были проведены несколько боксёрских поединков. Так с 1950 по 1955 года прошло 6 боёв, которые посетили более 200 000 зрителей.
В 1990 году на стадионе Роте Эрде прошёл Немецкий турнфест (Фестиваль немецкой гимнастики).

## Текущее состояние
В настоящее время стадион Роте Эрде служит домашним стадионом для дубля дортмундской «Боруссии» и её женской команды и вмещает 9 999 зрителей.
Стадион входит в список памятников Дортмунда. В декабре 2008 года реконструкция стадиона стоимостью в 1,65 миллиона евро была завершена после 14 месяцев работ.
В сезоне 2009/10, когда «Боруссия Дортмунд II» впервые играла в Третьей лиге, стадион Роте Эрде служил домашней ареной команды, хотя не отвечал требованиям Немецкой футбольной ассоциации по интенсивности света прожекторов. Несмотря на эти правила, на Роте Эрде продолжали проходить матчи «Боруссии Дортмунд II» после её возвращения в Третью лигу в сезоне 2012/13.
Стадион несколько раз подвергался критике из-за нехватки площадей, отсутствия отопления и плохого состояния инфраструктуры. По этой причине «Боруссия Дортмунд» рассматривает возможность приобретения стадиона.